# Віннебаго (плем'я)
Віннебаго (англ. Winnebago), також відомі як хо-чанк (англ. Ho-Chunk), гочак (Hocąk), хочагра (Hoocągra) — індіанський народ, що розмовляє мовою сіуан, історична територія якого включає частини Вісконсіна, Міннесоти, Айови та Іллінойсу. Сьогодні люди Віннебаго зараховані до двох федерально визнаних племен: Хо-Чанк у Вісконсині та Віннебаго в Небрасці. Історично навколишні алгонкінські племена називали плем'я хо-чанк словом «віннебаго», яке пізніше запозичили французи та англійці. Але, нація завжди називала себе хо-чанк. Назва Ho-Chunk походить від слова Hocaagra (Ho означає «голос», cąk означає «священний», ra — остаточний артикль), що означає «Люди священного голосу». Їх назва походить від усних переказів, які стверджують, що вони є джерелами багатьох гілок мови сіуань.
Хо-Чанк стверджують, що походять від обох культур пізнього лісового періоду, що будували кургани, і наступної культури Онеота; вони кажуть, що їхні предки побудували тисячі курганів у Вісконсині та навколишніх штатах. До прибуття європейців плем'я Хо-Чанк було домінуючим племенем на його території в XVI столітті, чисельність населення якого оцінювалася в кілька тисяч. Вони жили в постійних поселеннях з вігвамів і вирощували кукурудзу, кабачки та боби; вони збирали дикий рис, полювали на лісових тварин і використовували каное для риболовлі. До того, як федеральний уряд США вигнав Хо-Чанк з їхньої батьківщини у Вісконсині, плем'я складалося з 12 кланів із певними ролями, які часто призначалися кланам. Війни з Конфедерацією Іллінойсу, а пізніше війни з народами оджибве, потаватомі, месквакі та саук витіснили їх з їхніх територій у східному Вісконсині та Іллінойсі, а також конфлікти зі Сполученими Штатами, такі як війна Віннебаго та війна Чорного Яструба . Хо-Чанк зазнали серйозних втрат населення в XVII столітті до мінімуму, можливо, 500 осіб. Це пояснюється загибеллю під час переселення внаслідок шторму на озері, епідеміями інфекційних захворювань і конкуренцією за ресурси з боку мігруючих алгонкінських племен. На початку 1800-х років їх населення зросло до 2900, але вони зазнали подальших втрат унаслідок епідемії віспи 1836 року. У 1990 році чисельність племені становила близько 7 тис. осіб; поточні оцінки загального населення двох племен становлять 12 000 осіб.

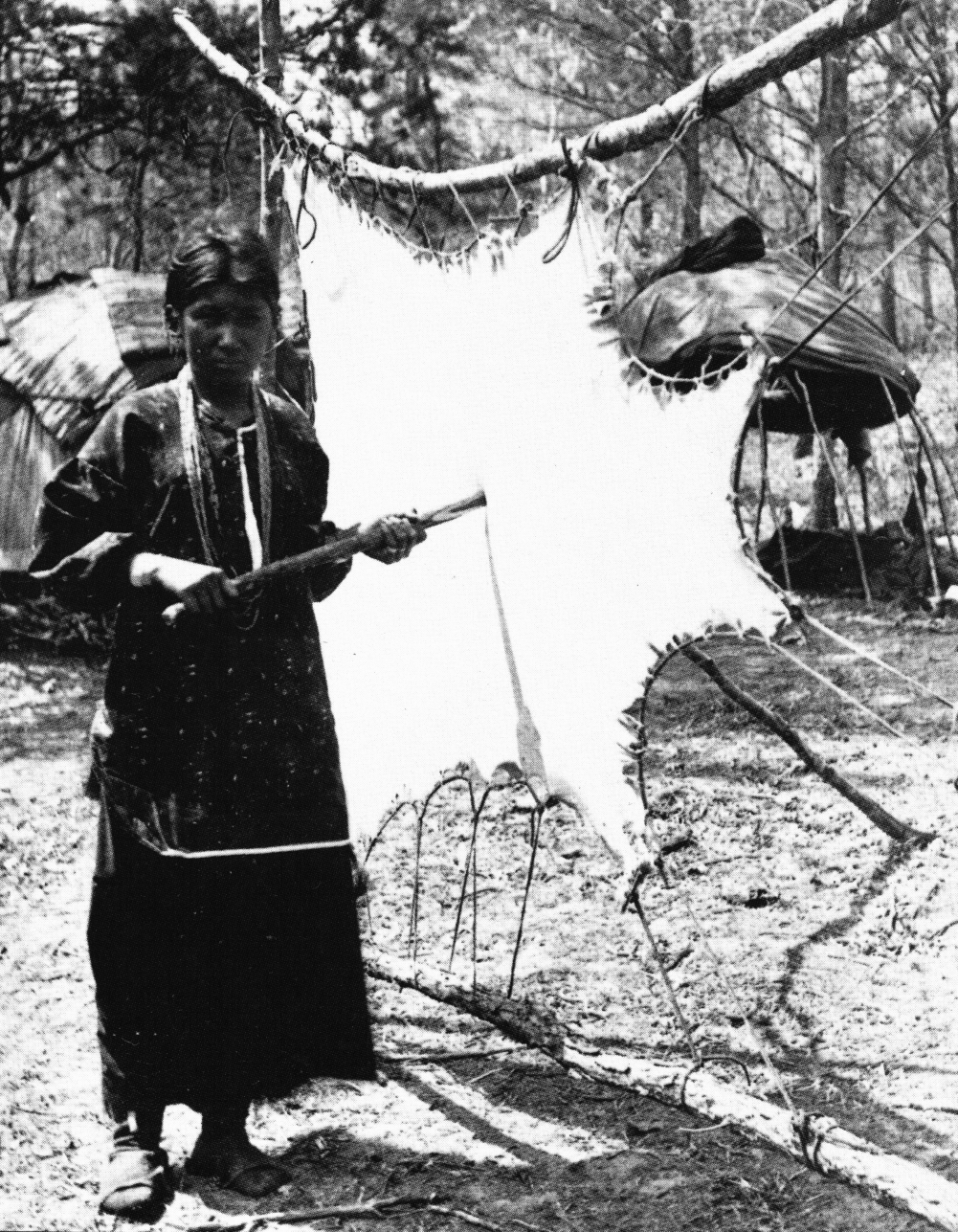
Жінка Хо-Чанк розтягує оленячу шкіру під час процесу дублення, 1880 рік

## Клани Хо-Чанк
До того, як уряд США виселив хо-чанків з їхньої батьківщини у Вісконсині, плем'я складалося з 12 кланів. У суспільстві Хо-Чанк до контакту з європейцями клани зазвичай асоціювалися з певними соціальними ролями; наприклад, клан «Тандерберд» був кланом, з якого призначалися вожді племені, тоді як клан Ведмедів забезпечував дисципліну в громаді та наглядав за в'язнями.